# USS Norfolk (SSN-714)
| Норфолк                    | Норфолк                   | Норфолк                   |
| -------------------------- | ------------------------- | ------------------------- |
| USS Norfolk (SSN-714)      |                           |                           |
|                            |                           |                           |
|                            |                           |                           |
| Верф                       | Newport News Shipbuilding | Newport News Shipbuilding |
| Належність                 | ВМС США                   | ВМС США                   |
| Порт приписки              | Норфолк, Вірджинія        | Норфолк, Вірджинія        |
| Замовлення                 | 20 лютого 1976 року       | 20 лютого 1976 року       |
| Закладений                 | 1 серпня 1979 року        | 1 серпня 1979 року        |
| Спуск на воду              | 31 жовтня 1981 року       | 31 жовтня 1981 року       |
| Введений до складу флоту   | 21 травня 1983 року       | 21 травня 1983 року       |
| Виведений зі складу флоту  | 11 грудня 2014 року       | 11 грудня 2014 року       |
| Сучасний статус            | Очікує на утилізацію      | Очікує на утилізацію      |
| Проєкт                     |                           |                           |
| Основні характеристики     |                           |                           |
| Швидкість (надводна)       | 25 вузлів                 | 25 вузлів                 |
| Швидкість (підводна)       | 30 вузлів                 | 30 вузлів                 |
| Робоча глибина занурення   | 240 метрів                | 240 метрів                |
| Гранична глибина занурення | 450 метри                 | 450 метри                 |
| Екіпаж                     | 12 офіцерів, 98 матросів  | 12 офіцерів, 98 матросів  |
| Розміри                    |                           |                           |
| Довжина найбільша (по КВЛ) | 110 метрів                | 110 метрів                |
| Ширина корпусу найб.       | 10 метрів                 | 10 метрів                 |
| Середня осадка (по КВЛ)    | 9,4 метра                 | 9,4 метра                 |
| Водотоннажність надводна   | 5771 тонн                 | 5771 тонн                 |
| Рухова установка           | Ядерний реактор S6G       | Ядерний реактор S6G       |
| Гвинти                     | 1 гвинт                   | 1 гвинт                   |
| Потужність                 | 35 000 к.с.               | 35 000 к.с.               |
| Озброєння                  |                           |                           |
| Торпедно- мінне озброєння  | 4х533-мм торпедні апарати | 4х533-мм торпедні апарати |

«Норфолк» (англ. USS Norfolk (SSN-714)) — багатоцільовий атомний підводний човен, є 27-тим в серії з 62 підводних човнів типу «Лос-Анджелес», побудованих для ВМС США. Він став третім кораблем ВМС США, який отримав назву на честь міста Норфолк, штат Вірджинія. Призначений для боротьби з підводними човнами і надводними кораблями противника, а також для ведення розвідувальних дій, спеціальних операцій, перекидання спецпідрозділів, нанесення ударів, мінування, пошуково-рятувальних операцій.

## Будівництво
Контракт на будівництво субмарини був присуджений 20 лютого 1976 року компанії Newport News Shipbuilding, сухий док якої розташований в Ньюпорт-Ньюс, штат Вірджинія. Церемонія закладання кіля відбулася 1 серпня 1979 року. Спущена на воду 31 жовтня 1981 року. Хрещеною матір'ю стала Джейн Вайнбергер, дружина Каспара Вайнбергера  міністра оборони США в 1981-1987 роках. Введена в експлуатацію 21 травня 1983 року в Норфолку, штат Вірджинія. Порт приписки Норфолк, штат Вірджинія.

## Історія служби
23 липня 1988 року з борта човна відбувся перший запуск торпеди великої дальності Mark 48 Mod.5 (ADCAP).
17 січня 1989 року підводний човен зіткнувся з бойовим кораблем USS San Diego в каналі Thimble Shoals, коли обидва судна прямували в море.  Норфолк вдарив своїм правим бортом у лівий борт Сан-Дієго. Під час інциденту ніхто не постраждав, але обидва судна отримали пошкодження.
У травні 2008 року взяв участь у багатонаціональних навчаннях "Operation Arabian Shark" .
26 серпня 2014 року повернувся в порт приписки з останньої дислокації. Під час своєї подорожі, яка розпочалася в лютому, підводний човен подолав понад 30 000 морських миль і відвідав Хайфу (Ізраїль), Лімассол (Кіпр), Бахрейн; і Дієго Гарсія.
Норфолк було виведено з експлуатації 11 грудня 2014 року в порту приписки Норфолк, штат Вірджинія.